# Peucedanum eurycarpum
Peucedanum eurycarpum là một loài thực vật có hoa trong họ Hoa tán. Loài này được (A. Gray) J.M. Coult. & Rose miêu tả khoa học đầu tiên năm 1888.